# Ophiomyia dulcis
Ophiomyia dulcis är en tvåvingeart som beskrevs av Spencer 1977. Ophiomyia dulcis ingår i släktet Ophiomyia och familjen minerarflugor. Inga underarter finns listade i Catalogue of Life.